# Rodakove
Rodakove (în ucraineană Родакове) este o așezare de tip urban din raionul Sloveanoserbsk, regiunea Luhansk, Ucraina. În afara localității principale, mai cuprinde și satele Hovoruha, Krasnîi Luci, Novodacine, Suhodil și Zamostea.

## Demografie
Componența lingvistică a așezării de tip urban Rodakove
     Rusă (57,54%)
     Ucraineană (40,37%)
     Alte limbi (0,06%)
Conform recensământului din 2001, majoritatea populației așezării de tip urban Rodakove era vorbitoare de rusă (57,54%), existând în minoritate și vorbitori de ucraineană (40,37%).